# Окса-ди-π-метанове перегрупування
Окса-ди-π-метанове перегрупування (рос. окса-ди-π-метановая перегруппировка, англ. oxa-di-π-methane rearrangement) — фотохімічна реакція β,γ-ненасичених кетонів, що йде з утворенням α-циклопропілкетонів. Формально перегрупування становить1,2-ацильний зсув з утворенням зв‘язку між α- і γ-атомами С.